# لوسي مود مونتغمري
لوسي مود مونتجومري رتبة الإمبراطورية البريطانية (بالإنجليزية: Lucy Maud Montgomery)‏‏ (30 نوفمبر 1874 - 24 أبريل 1942) هي روائية كندية، اشتُهرت بسلسلة روايات الجملونات الخضراء سنة 1908، التي تحكي قِصصاً عاطفية للفتيات حول شخصية بطلتها (آن) اليتيمة، ولاقت نجاحاً كبيراً، وتُرجمت إلى لغات عدة، وتحمل عنوان : آني المراعي الخضراء - Anne of Green Gables، وقدمت على الستار الفضي 1935.
قامت مونتجومري بنشر 20 رواية، وأكثر من 530 قصة قصيرة، و500 قصيدة، و30 مقالة. مُعظم الروايات تشكلت أحداثها في جزيرة الأمير إدوارد
في كندا، لتصبح المنطقة تملك العديد من المعالم الأدبية والكثير من المواقع السياحية التي تمت زيارتها من السياح.

## حياتها

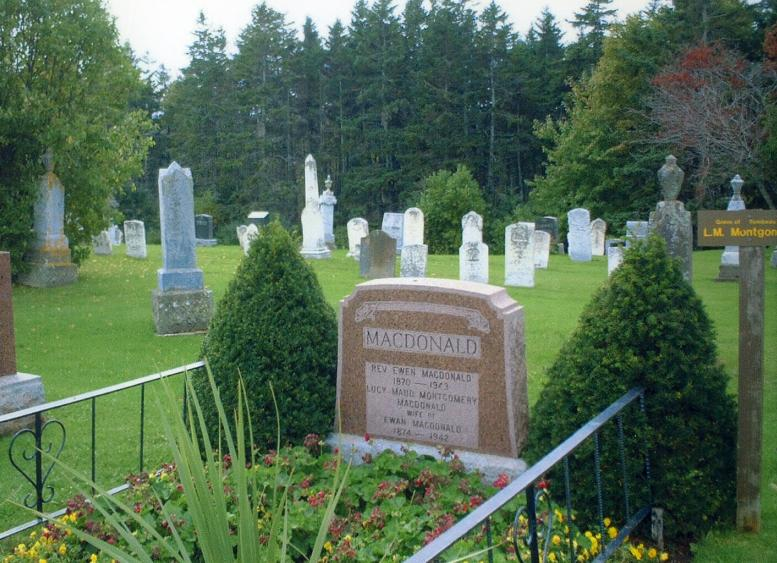
ضريح لوسي مود مونتغمري

لوسي مود مونتجومري ولدت في منطقة كليفتون الريفية وحالياً اسمها نيو لندن التي تقع في جزيرة الأمير إدوارد. والدتها كلارا وولنر ماكنيل مونتغمري، توفيت بمرض السل عندما كانت تبلغ لوسي مود 21 شهراً من عمرها. ووالدها هيو جون مونتغمري حزن بشدة على وفاة زوجته، وأرسل الطفلة لوسي إلى جدتها. ثم انتقلت إلى منطقة برينس ألبرت عندما كان عمرها 7 سنوات. ذهبت لتعيش مع جديها من أمها الكسندر ماركيز ماكنيل، ولوسي وولنر ماكنيل في منطقة قريبة من كافنديش، كانت جدتها صارمة جداً ولا ترحم، وعاشت طفولتها بتلك الفترة وحيدة للغاية. على الرغم من وجود علاقات بالعائلات المجاورة، إلا أنها قضت مُعظم طفولتها وحيدة.

## روابط خارجية
- لوسي مود مونتغمري على موقع IMDb (الإنجليزية)
- لوسي مود مونتغمري على موقع الموسوعة البريطانية (الإنجليزية)
- لوسي مود مونتغمري على موقع ميوزك برينز (الإنجليزية)
- لوسي مود مونتغمري على موقع إن إن دي بي (الإنجليزية)
- لوسي مود مونتغمري على موقع ديسكوغز (الإنجليزية)
- لوسي مود مونتغمري على موقع قاعدة بيانات الفيلم (الإنجليزية)